# Vlag van oblast Archangelsk
De vlag van oblast Archangelsk is in gebruik sinds 23 september 2009. De vlag herinnert aan de Andreevskii vlag die werd gebruikt door de Russische marine. Een andreaskruis in blauw staat op een wit veld. In het midden van het kruis staan het wapen van oblast Archangelsk. Het blauw is afgeleid van het harnas van de aartsengel Michaël, naamgenoot van de oblast en symbool van het goede. In het wapen overwint Michael een demon, die het kwaad voorstelt. Hij vertegenwoordigt ook de verdedigers van Rusland en hun kracht. Het wapen en de vlag weerspiegelen ook de rol van Archangelsk als marinehaven die belangrijk is voor de verdediging van Rusland.